# Балка Хлебная
Балка Хлебная — ботанический памятник природы регионального значения, который обладает режимом заказника. Расположена на левом берегу реки Средний Егорлык севернее города Сальска, на территории Сальского района Ростовской области.

## Описание
На дне балки преобладают кустарниковые заросли, тогда как на склонах представлены участки типчаково-ковыльной степи. На этой территории представлены разные виды степной флоры и фауны. Местность активно изучается школьниками, которые состоят в Сальской городской станции юных натуралистов. Они занимаются отслеживанием природных изменений. Также территория исследуется сотрудниками кафедры зоологии РГУ. Во время исследований здесь было обнаружено несколько групп насекомых, обитающих на территории балки, их численность и распределение. Балка Хлебная относится к особо охраняемым природным территориям, была образована в 1978 году. По одним данным, общая площадь — 60 га, по другим — 48 га. Является действующим комплексным памятникам природы регионального значения.
Хлебная балка ограничена с южной стороны автодорогой города Сальска и города Пролетарска. Протяжённость границы по верхней части балки составляет 3375 м. Ширина равна 180 м у вершины балки и 250 м у автодороги.
На территории балки Хлебной представлены редкие виды растений, растущие в степях — эфемероиды; они занесены в Красную книгу Ростовской области: тюльпан Геснера и тюльпан Биберштейна. Водятся мелкие грызуны и беспозвоночные: чернотелка сарептская, скакун полевой, шмель степной, медляк степной, сколия степная, жуки-навозники.